# طلي كهربائي

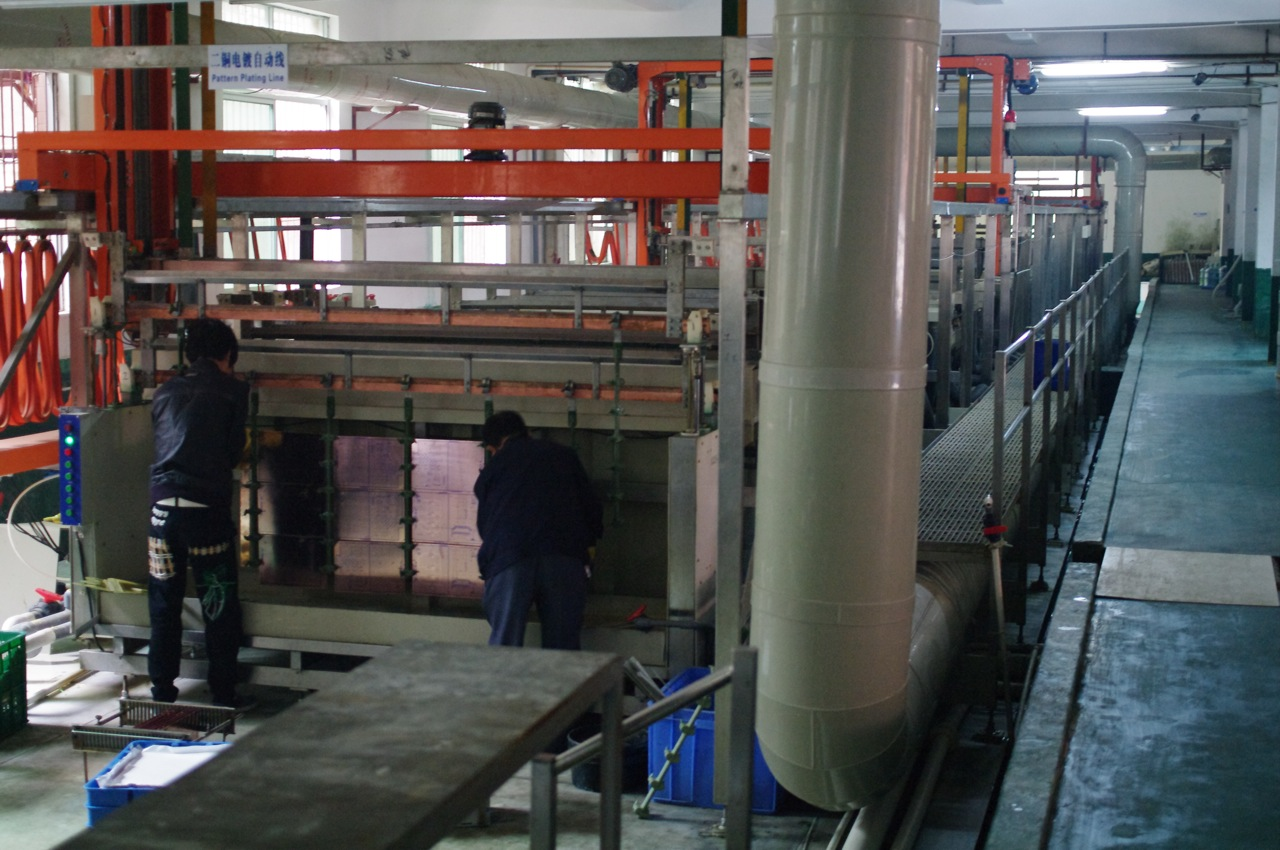
ألة طلي كهربائي للنحاس للوحات الدارات المطبوعة.

الطلي الكهربائي أو طلاء كهربائي أو الكهطلة هو عملية التصفيح بطلاء معدني حيث تُنقل الأيونات المعدنية المشحونة بواسطة مجال كهربي إلى قطب كهربائي. تستخدم العملية تيار كهربائي لأعطاء الجسم المراد طلائه شحنه مختلفه عن شحنة الطلاء ثم يوضع الجسم المراد طلائه في حوض مليء بالطلاء المشحون بشحنه مختلفه ومن المعروف ان الشحنات المختلفة تتجاذب وبذلك يطلى كل ملي متر من الجسم.يستخدم الطلاء الكهربائي غالبا لأعطاء الجسم طبقه رقيقه ذات صفات خاصه على سبيل المثال(مقاومة الكشط والتآكل، الحماية من الصدأ، وصفات جمالية، الخ)والتي يفتقر إليها الجسم في حالته الطبيعية.هناك تطبيق آخر وهو أعطاء سماكة للأجزاء النحيلة.
تسمى العملية المستخدمة في الطلاء الكهربائي بالتوجيه الكهربائي وهي مماثلة للخلية الجلفانية ولكن تعمل باتجاه معاكس.الجزء المراد طليه هو الكاثود(القطب السالب)في العملية.طريقة أخرى هي ان يكون الأنود (القطب الموجب)مصنوع من المعدن المراد طلائه في كلتا الطريقتين تغمر الأجزاء في محلول يسمى(المحلول الكهربائي) يحتوي على واحد أو أكثر من الأملاح المعدنية بالإضافة إلى أيونات أخرى والتي تسمح بمرور الكهرباء (موصلة للتيار الكهربائي).يوفر مصدر قدرة تيار مستمر للأنود(القطب الموجب) مما يؤدي إلى أكسدة وتحلل ذرات المعدن المكون منها في المحلول الكهربائي.في الكاثود (القطب السالب)ذرات المعدن المنحلة في المحلول الكهربائي تلتصق بالكاثود مما يؤدي لطليه ويقل عدد الذرات المنحلة في المحلول الكهربائي لكن العملية مستمره فتذوب ذرات جديده من الانود وتطلي الكاثود وهكذا.معدل ذوبان الأنود في المحلول يساوي معدل الذرات الملتصقه بالكاثود أي ان الذرات الملتصقه بالكاثود يتم استبدالها بذرات جديد ذائبه من الأنود طالما ان التيار الكهربائي متدفق باستمرار.هناك طريقة أخرى تستخدم انود غير منحل مثل الرصاص ولكن يجب تغذية المحلول بالأيونات لأنها تستهلك باستمرار من المحلول الكهربائي.

## اقرأ أيضاً
- خلية غلفانية
- طلي بالذهب
- طلي بالكروم
- طلي كهربائي بالنيكل